# Lazarus Spengler

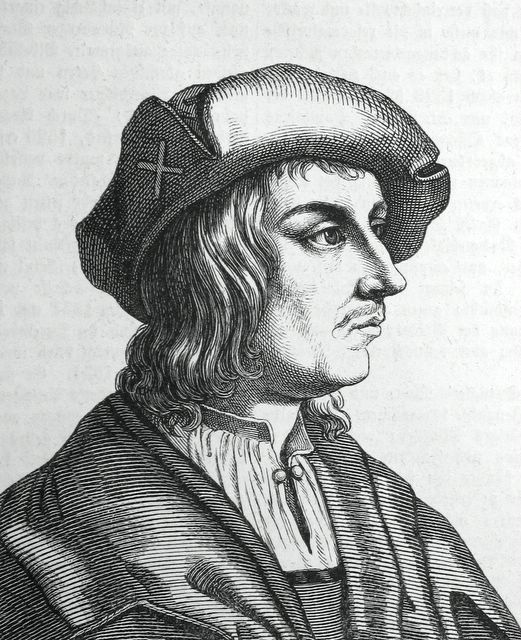
Lazarus Spengler

Lazarus Spengler, född 13 mars 1479 och död 7 september 1534. Rådsherre i och betydelsefull företrädare för reformationen i Nürnberg. Psalmförfattare representerad i den danska Psalmebog for Kirke og Hjem.

## Biografi
Spengler var son till en skrivare i Nürnbergs råd och han följde sin far i yrkesvalet och efterträdde honom vid faderns bortgång.
Han hade då, 1496, studerat i Leipzig under två år. Han blev 1507 kansler till rådet och nio år senare, rådsherre efter att ha tjänstgjort som chef för stadskansliet. Han sympatiserade tidigt med den religiösa förändringen i Martin Luthers spår och författade reformerta skrifter i denna anda. Därför drabbades han år 1520 av påvens bannlysning tillsammans med Luther.  
Som företrädare för staden Nürnberg reste han 1521 till Riksdagen i Worms, där han stärktes i sin religiösa hållning genom sitt personliga möte med Luther. Han arbetade vidare för reformationen. Han samarbetade med Philipp Melanchthon och stödde att det första evangeliska gymnasiet Nürnberg utvecklades. Han genomförde också betydelsefulla förändringar i Nürnbergs Kyrkoordning och deltog också i riksdagsmötet i Augsburg 1530.

## Psalmer
- Af Adams fall är platt förderft, nummer 217 i 1695 års psalmbok under rubriken "Om Menniskiones Fall och Upprättelse". Melodin användes i Sions Sånger 1810 för sång nummer 177. (Originaltext Durch Adams Fall ist ganz verderbt i "Geistliches Lied").
- Vergebens ist all Müh' und Kost i "Geistliches Lied".